# 馬龍尼禮天主教巴特倫教區
馬龍尼禮天主教巴特倫教區（拉丁語：Dioecesis Botryensis Maronitarum）是黎巴嫩一個東儀天主教總教區（馬龍尼禮）。
教區設於17世紀末。1768年與巴特倫教區合併，1990年6月9日分出。教區2012年有六十六名司鐸、五十七個堂區、70,000名教友。現任教區主教為穆尼爾·海拉拉。